# Liegi-Bastogne-Liegi 2006
La Liegi-Bastogne-Liegi 2006, novantaduesima edizione della corsa, si svolse il 23 aprile 2006 per un percorso di 262 km da Liegi ad Ans e fu vinta dallo spagnolo Alejandro Valverde.

## Squadre partecipanti
| N.      | Cod. | Squadra                |
| ------- | ---- | ---------------------- |
| 1-8     | LSW  | Liberty Seguros-Würth  |
| 11-18   | CSC  | Team CSC               |
| 21-28   | TMO  | T-Mobile Team          |
| 31-38   | RAB  | Rabobank               |
| 41-48   | GST  | Team Gerolsteiner      |
| 51-58   | QSI  | Quick Step-Innergetic  |
| 61-68   | LAM  | Lampre-Fondital        |
| 71-78   | DSC  | Discovery Channel Team |
| 81-88   | DVL  | Davitamon-Lotto        |
| 91-98   | PHO  | Phonak Hearing Systems |
| 101-108 | CEI  | Caisse d'Epargne       |
| 111-118 | MRM  | Team Milram            |
| 121-128 | C.A  | Crédit Agricole        |

| N.      | Cod. | Squadra                          |
| ------- | ---- | -------------------------------- |
| 131-138 | COF  | Cofidis, le Crédit par Téléphone |
| 141-148 | FDJ  | Française des Jeux               |
| 151-158 | EUS  | Euskaltel-Euskadi                |
| 161-168 | SDV  | Saunier Duval-Prodir             |
| 171-178 | BTL  | Bouygues Télécom                 |
| 181-188 | LIQ  | Liquigas                         |
| 191-198 | A2R  | AG2R Prévoyance                  |
| 201-208 | UNI  | Unibet.com                       |
| 211-218 | JAC  | Topsport Vlaanderen              |
| 221-228 | LAN  | Landbouwkrediet-Colnago          |
| 231-238 | BAR  | Barloworld                       |
| 241-248 | AGR  | Agritubel                        |

## Ordine d'arrivo (Top 10)
| Pos. | Corridore               | Squadra      | Tempo    |
| ---- | ----------------------- | ------------ | -------- |
| 1    | Alejandro Valverde      | C. d'Epargne | 6h21'32" |
| 2    | Paolo Bettini           | Quick Step   | s.t.     |
| 3    | Damiano Cunego          | Lampre       | s.t.     |
| 4    | Patrik Sinkewitz        | T-Mobile     | s.t.     |
| 5    | Michael Boogerd         | Rabobank     | s.t.     |
| 6    | M. Á. Martín Perdiguero | Phonak       | s.t.     |
| 7    | Fränk Schleck           | CSC          | s.t.     |
| 8    | Christopher Horner      | Davitamon    | s.t.     |
| 9    | Danilo Di Luca          | Liquigas     | a 4"     |
| 10   | Ivan Basso              | CSC          | a 7"     |